# Czarna Rola (województwo mazowieckie)
Czarna Rola – wieś w Polsce, położona w województwie mazowieckim, w powiecie radomskim, w gminie Jedlińsk.
Wieś wchodzi w skład sołectwa Jedlanka.
Do 2024 r. miejscowość była przysiółkiem wsi Jedlanka. W latach 1975–1998 przysiółek administracyjnie należał do województwa radomskiego.
Wierni Kościoła rzymskokatolickiego należą do parafii  Świętych Apostołów Piotra i Andrzeja w Jedlińsku.